# Blemiji
Blemiji (starogrško starogrško Βλέμμυες, Blémmies, latinsko Blemmyae) so bili ljudstvo v Vzhodni piščavi, omenjano v pisnih virih od 7. stoletja pr. n. št. do 8. stoletja n. št. V poznem 4. stoletju so zasedli Spodnjo Nubijo in ustanovili svoje kraljestvo. V napisi v Izidinem templju v Filah je veliko podatkov o strukturi blemijske države. Blemiji se običajno prištevajo med ljudstva iz arheološke kulture X, ki je cvetela v pozni antiki. Njihovo istovetenje z ljudstvom Beja, naseljenem na istem ozemlju do srednjega veka, je na splošno sprejeto.

## Izvor
Okoli leta 1000 pr. n. št. se je skupina ljudstev, v arheoloških besedilih omenjana kot "skupina C", preselila iz Spodnje Nubije med sedanjim Asuanom in vadijem Halfa v Gornjo Nubijo v dolino Nila severno od Dongole v Sudanu in približno po letu 750 pr. n. št. ustanovila svoje kraljestvo. Kraljestvo je kot Petindvajseta dinastija vladalo tudi v Egiptu. Vzporedno z njimi so cvetele tudi druge arheološke kulture. V pisnih virih so se omenjali kot Medžaji. Z njimi povezana najdišča so odkrili Khor Arba'atu in Erkovitu v osrčju sedanje Bedže.  Najdbe kažejo, da je v dolini Nila živela samo manjšina Medžajev v majhnih enklavah med Egipčani in ljudstvi iz skupine C. Občasno so bili puščavski izvidniki, vojaki ali rudniški delavci. Večino ljudstva so tvorili puščavski nomadi, ki so vzrejali osle, ovce in koze. Po letu 600 pr. n. št. je Naptanska dinastija iz sjupine C izgubila oblast v Egiptu in takrat opustošeno Spodnjo Nubijo. Slednja je nato štiri stoletja ostala bolj ali manj brez stalnih naselij. Glavna razlaga, ki jo ponuja znanost za premor v stalni naseljenosti Spodnje Nubije, je izsušitev tega dela doline Nila, ki je otežila poljedelstvo. Zaradi podnebnih sprememb se je gladina Nila znižala do te mere, da je bilo ponovno namakanje zemlje mogoče šele na začetku  1. stoletja n. št., ko so izumili vodno kolo. Do takrat so na tem ozemlju živeli samo puščavski nomadi. Politično je bilo nikogaršnje ozemlje, na katerem so bile karavane brez močnega oboroženega spremstva izpostavljene napadom roparjev.

## Zgodovina
Ljudstvo, ki se v grških besedilih omenja kot Blemmies, je morda najzgodnejša omembma Blemijev, ki so kot Bwrꜣhꜣyw omenjeni na kušitski Anlamanijevi ustolitveni steli iz Kave iz  poznega 7. stoletja pr. n. št. Brhrm v pritožbi El Hibe stoletje kasneje, ki lahko izhajal iz istega besednega korena. Podobni izrazi se v egipčanskih virih ponavljajo tudi v  kasnejših stoletjih in vedno bolj zanesljivo ustrezajo grškemu etimonu Blemmies. Koptski naziv  Ⲃⲁⲗⲛⲉⲙⲙⲱⲟⲩⲓ, Balnemmōui, je splošno sprejet kot ekvivalent grškega Blémmuēs.

Ta grški izraz se je prvi pojavil v 3. stoletju pr. n. št. v eni od Teokritovih pesnitev in Eratostenovem sklicu na Strabonovo Geografijo (1. stoletje pr. n. št.). Eratosten opisuje Blemije kot ljudstvo, ki živi skupaj z Megabaroji na ozemlju med Nilom in Rdečim morjem severno od Meroje. Strabon sam jih je umestil na ozemlje južno od Sirene (Asuan). Opisal jih je kot nebojevite puščavske roparje. V kasnejših besedilih so opisani stereotipsko kot barbari, ki živijo južno od Egipta. Pomponij Mela in Plinij starejši jih opisujeta kot brezglava bitja z obrazi na prsih.
Kulturna in vojaška oč Blemijev je do leta 193 zrasla do te mere, da je  Pescenij Niger prosil kralja Blemijev v Tebah za pomoč v bitki proti rimskemu cesarju Septimiju Severju. Leta 250 pr. n. št. je rimski cesar Decij vložil veliko naporov, da je porazil napadalsko blemijsko vojsko. Nekaj let kasneje, leta 253, so Blemiji ponovno napadli Gornji Egipt, vendar so bili kmalu poraženi. Leta 265 jih je ponovno porazil rimski prefekt Firm, ki se je leta 273 s pomočjo Blemijev uprl Egiptu in palmirski kraljici Zenobiji. Blemiji so se kasneje pridružili Palmircem v bitki proti Rimljanom pri Palmiri leta 273.
Rimski vojskovodja Mark Avrelij Prob si je vzel nekaj časa, da je s svojimi zavezniki premagal uzurpatorje, vendar ni mogel preprečiti, da bi Blemiji zasedli Gornji Egipt. Zasedba je sprožila novo vojno (279-280) in uničenje skoraj cele blemijske vojske.
Med Dioklecijanovim vladanjem so provinco Gornji Egipt ponovno zasedli Blemiji. Cesar je leta 298 sklenil mit z Nobatijo in blemijskimi plemeni in pristal, da se rimska vojska umakne na mejo severno od File (južni Egipt južno od Asusana) in obema plemenoma plačuje letni davek.

## Jezik
Številni raziskovalci so predlagali, da je bil jezik Blemijev prednik sodobnega bedžanskega jezika. Francis Llewellyn Griffit je trdil, da je napis na črepinji, najdeni v Sakari, verjetno pisan v blemijskem jeziku.  Nubiolog Gerald M. Browne in jezikoslovec Klaus Wedekind sta poskušala dokazati, da je ta jezik prednik bedžanščine. Oba sta menila, da je besedilo na črepinji del Psalma 30.
Egiptolog Helmut Satzinger je analiziral blemijska imena v  egipčanskih, grških in koptskih virih. Tudi on je zaključil, da je bemijski jezik prednik bedžanskega.
Meroiticist in arheolog Claude Rilly se z njima strinja in trdi, da je bemijski jezik tako soroden sodobni bedžanščini, da je bil verjetno samo zgodnje narečje sodobnega jezika. V tem primeru bi lahko Blemije  obravnavali kot posebno pleme Medžajev.

## Kultura
Blemiji so bili naseljeni na obsežnem ozemlju v današnjem Sudanu. Imeli so  več pomembnih mest, kot so Faras, Kalabša, Balana in Aniba. Vsa so imela obzidje z obrambnimi stolpi, ki so bili mešanica egipčanskih, helenskih, rimskih in nubijskih elementov. Njihova prestolnica je bila Kalabša. Na kulturo Blemijev je vplivala tudi meroitska kultura, njihova glavna verska središča pa so bili templji v Kalabši in Filah. Tempelj v Kalabši je bil ogromna  lokalna arhitekturna mojstrovina, kjer so častili boga sonca Mandulisa,  podobnega levu. File so bile kraj množičnega romanja s templji Izide, Mandulisa in Anhurja. V mestu sta nove templje, trge in monumentalne zgradbe zgradila tudi rimska cesarja Avgust in Trajan.

## Vera
Večina podatkov o verovanjih Blemijev izvira iz napisov v templjih v Filah in Kalabši ter rimskih in egipčanskih zapisov o čaščenju Izide v Filah. V Kalabši so častili Mandulisa. Drugi kulti so bili posvečeni bogovom Abene, Amati in Hopan. Po Prokopiju so Blemiji častili tudi egipčanska bogova Ozirisa in Priapa. Prokopij omenja tudi žrtvovanje ljudi soncu.
Pisma iz Gebeleina iz zgodnjega 6. stoletja kažejo, de se je  del Blemijev spreobrnil v krščanstvo.

## Blemijsko kraljestvo
Blemijski napisi v grščini ter grški in rimski zapisi omenjajo, da so Blemiji imeli βασιλισκοι (vasiliskoi) in βασιλῆς (vasilis), se pravi kralje. Slednje se pogosto razlaga, da so imeli tudi kraljestvo. Nekateri znanstveniki so glede tega skeptični. László Török na primer meni, da se na kralje ne sme gledati ozko, ker je malo verjetno, da so Blemiji kdaj imeli centralizirano državo. Bolj verjetno so imeli  več plemenskih 'držav', ki so se razvijale proti nekakšni hierarhični enotnosti.
Blemijski zapisi omenjajo različne dvorne uradnike, ki so bili, kot kaže, organizirani v nekakšno hierarhijo. Pod kraljem so bili filarhi, ki so bili poglavarji posameznih plemen. Med druge uradnike so spadali podnačelniki, sodni uradniki in pisarji. Kralji Blemijev so imeli pooblastilo za pobiranje davkov in odobritev oprostitev od plačevanja ter oblast nad ozemljem.
Iz zgodovinskih zapisov so znani naslednji kralji Blemijev:
- Tamal (zgodnje 4. ali 5. stoletje)
- Isemne
- Degou
- Fonen (okoli 450)
- Pokatimne
- Harahen
- Barahija